# Rad
|  | Per a altres significats, vegeu «RAD». |

|  | No s'ha de confondre amb Rad (Eslovàquia). |

Les RAD (Ras associated diabetes) pertanyen a la superfamília de les proteïnes G petites Ras, i que estan classificades dins de la subfamília de les RGK (Rad, Gem, Kir).
Les GTPases associades amb les Ras estan involucrades en el control de diferents funcions cel·lulars essencials, com el creixement cel·lular, la diferenciació cel·lular, l'organització del citoesquelet, el transport vesicular i la transducció de senyal. Tot i això, es creu que les Rad estan associades com a mínim a tres malalties i processos principalment: en la diabetis tipus II (el seu nom es deu a la seva implicació en aquesta malaltia), en la hipertròfia cardíaca, degut a la seva implicació com a lligand de la calmodulina; i en la reparació de trencaments en dobles cadenes de DNA i com a regulador del cicle cel·lular, degut a la interacció amb la polimerasa ε.
Com a membres de la subfamília de les RGK, les Rad tenen característiques que les distingeixen dels altres membres de la superfamília de les Ras, bàsicament en la seqüència d'unió al GTP (domini G1 i G2). Això pot provocar que les molècules reguladores i efectores que actuïn amb aquestes zones siguin diferents, de manera que tot i tenir una estructura semblant a altres Ras, compartir les propietats bioquímiques i possiblement tenir mecanismes de regulació compartits, el mecanisme d'acció és específic per a cada subfamília.

## Estructura
Les Rad estan formades per 1440 bases que es tradueixen en una seqüència d'aminoàcids amb 269 residus i un pes molecular de 29,26 kDa. En l'extrem 5' tenen un fragment que no es tradueix, i presenten dos possibles codons on iniciar la traducció i un per acabar-la, a la base 1048. Entre les bases 400 i 870 la seqüència és homòloga a la dels DNA de les altres proteïnes de la família de les Ras. A més a més, a l'extrem 3' hi ha una altra regió sense traduir i una cua de Poli-A, i també s'hi troben cinc dominis (G1 a G5) que prenen part en les funcions catalítiques de la proteïna.
Tot i que presenten moltes similituds amb alguna proteïnes de la família de les Ras, com les Rap2b i les Ral, hi ha unes característiques pròpies de les Rad que les diferencien de les altres proteïnes Ras:
Les Rad són més llargues que altres proteïnes Ras, tant per l'extrem amino com pel carboxi- terminal.
- La seqüència del domini G2, el que s'encarrega de la unió amb la proteïna GAP, que és l'encarregada de l'activació de les Rad, és diferent dels altres membres de la superfamília Ras.
- Dins el domini G3, en la posició 108, hi ha un àcid glutàmic que en els altres membres de les Ras és una glicina. A més, en el domini G1, en la posició 61 hi ha una prolina en comptes d'una glicina, que és l'aminoàcid que ocupa aquesta posició en les altres Ras.
- A l'extrem carboxi terminal no hi trobem la seqüència CAAX o CCXX (on A és una aminoàcid alifàtic i X qualsevol aminoàcid), típica de la família de les Ras.[5]

## Localització i lligands
En la seva localització a nivell cel·lular, a diferència de les Ras, que es troben a la membrana plasmàtica gràcies a la seqüència característica que tenen en l'extrem C-terminal (CAAX o CCXX), les Rad estan localitzades al citoplasma, tot i que alguns fragments de la proteïna estan associades al citoesquelet i, en menor mesura, a la membrana. Tot i això, l'eliminació d'uns determinats aminoàcids de l'extrem carboxi-terminal poden provocar que la proteïna es desprengui del citoesquelet i la membrana.
Pel que fa a la seva localització en tot l'organisme, en individus sans, el lloc on les Rad es troben més expressades és en el teixit muscular i cardíac i en els pulmons, i en menor quantitat en la placenta, els ronyons i el teixit adipós, tot i que no s'ha trobat en el cervell, el pàncrees i el fetge.
Les Rad tenen diferents molècules a les que es poden unir amb diferents finalitats i funcions:
- GTP, ja que es tracta d'una GTPasa.
- Calmodulina i Calmodulina Kinasa II, a causa del seu paper com a regulador de la 'hipertròfia cardíaca.
- Nucleòtids, per la interacció de les Rad amb el DNA per reparar-lo.
- β-tropomiosina, relacionat amb l'expressió de les Rad en el teixit muscular i a la seva interacció amb el citoesquelet (depenent de nucleòtids de guanina), que fa pensar que les Rad poden estar involucrades en funcions motores i en l'organització del citoesquelet.[6]

## Funcions
Les Rad estan relacionades en tres processos biològics, de manera que podem determinar que desenvolupa tres funcions principals:

### Diabetis tipus II (Presenta resistència a laInsulina)
S'ha comprovat que les Rad estan sobre-expressades en el teixit muscular d'individus afectats pel tipus II de diabetis en comparació amb el teixit muscular d'individus sans, ja que només es presenta en la diabetis amb resistència a la insulina, de manera que es pot determinar que les Rad mantenen alguna relació amb aquesta proteïna. Les bases moleculars i fisiopatològiques d'aquesta sobreexpressió no estan clares, ja que encara està per determinar si hi ha algun promotor que es necessiti per regular aquest procés. Tot i que no es coneix el mecanisme, es pensa que les Rad poden estar actuant com a inhibidores, interferint en el funcionament normal de les Ras, o bé poden incrementar la seva expressió per tal de compensar el bloqueig de la via de senyalització de la insulina, que és el que provoca la resistència a la insulina.

### Hipertròfia cardíaca
S'ha demostrat que la deficiència de Rad provoca hipertròfia cardíaca, i que en les aturades cardíaques es troben baixos nivells d'aquesta proteïna en les cèl·lules del múscul cardíac respecte als individus amb cors sans. A més a més, l'activació de la calmodulina-cinasa II dependent de calci (CaMKII) mitjançant la seva fosforilació indueix la hipertròfia cardíaca, i la sobre-expressió de les Rad inhibeix la fosforilació de les CaMKII, de manera que en no produir-se aquesta fosforilació i reduir la seva activitat, aquestes cinases no podran ser activades i s'inhibirà la hipertròfia cardíaca. D'aquesta manera podem determinar que les Rad, que acostumen a estar molt expressades en el cor, fet que indica que estan involucrades en la fisiologia cardíaca i en processos patològics, com la hipertrofia, en són inhibidores a través de la seva interacció amb la via de les CaMKII, provocant que en cèl·lules cardíaques hipertròfiques siguin deficitàries però que en cèl·lules sanes estiguin molt expressades.

### Interacció amb l'ADN: reparació i regulació de la replicació

#### Reparació del DNA
Un dels principals mecanismes a través del qual es reparen els trencaments en les dobles cadenes de DNA consisteix que una sèrie de proteïnes promoguin la recombinació homòloga, és a dir, que obtinguin informació del cromosoma homòleg per tal de poder reparar el trencament. Una d'aquestes proteïnes que intervenen en aquest procés són les Rad, que poden actuar a través de dos mecanismes diferents:

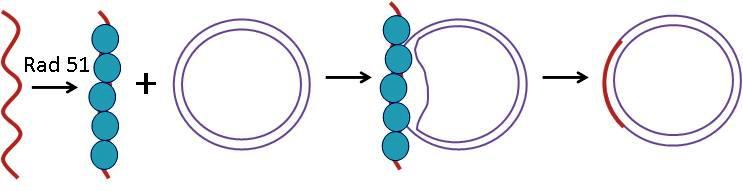
Reparació del DNA

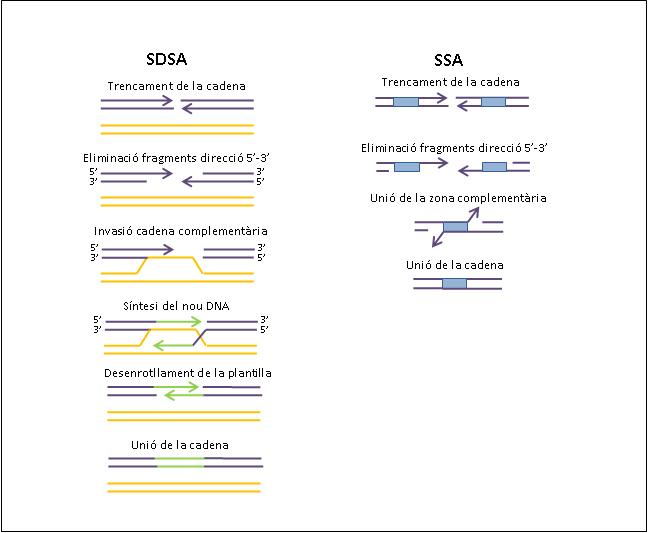
SDSA i SSA

- SDSA (synthesis-dependent strand annealing): consisteix que un filament de DNA troba la seva seqüència complementària en un fragment de DNA de doble cadena. Les Rad implicades en aquest mecanisme són les Rad 51, 52, 54, 55 i 57, tot i que la proteïna Rad51 és un membre clau en les reparacions de DNA per SDSA. Té un nucli central molt semblant a la proteïna RecA, de l'E.coli, de manera que el mecanisme d'actuació és igual. Les Rad51 formen un complex nucleoproteic amb una única cadena de DNA. Quan interaccionen amb la doble cadena de DNA homòloga, la Rad51 pot aparellar les bases del filament que té unit amb les bases complementàries de la doble cadena trencada, de manera que desplaça el filament no complementari i la reparació es duu a terme.

Alguns estudis suggereixen que dues de les proteïnes que solen ser defectuoses en els càncers de pit hereditaris, les BRCA1 i BRCA2 poden interaccionar amb les Rad51, de manera que poden tenir un paper important en la reparació del DNA i en la regulació del càncer.
El mecanisme SDSA mitjançant el qual es pot reparar un trencament consisteix que una doble cadena amb trencament s'introdueixi dins d'un dels dos cromosomes homòlegs. Un cop allà, una exonucleasa retalla els extrems 5' per tal d'exposar els extrems 3' en forma de cadena simple. Amb l'ajuda de les Rad, els extrems 3' poden localitzar les regions complementàries de la cada en el cromosoma homòleg. Després, els extrems 3' s'utilitzen com a primers per una nova síntesi de DNA, de manera que quan s'ha sintetitzat suficient cadena per permetre que els filaments s'uneixin, els gaps s'omplen amb una polimerasa i els nicks són segellats amb una ligasa. D'aquesta manera, la doble cadena queda reparada contenint informació del cromosoma homòleg.
- SSA (single-strand annealing): consisteix que dos filaments de DNA complementaris es trobin perquè la cadena pugui ser reparada. Aquest sistema de reparació del DNA només es relaciona amb les Rad 52 i 59, ja que les Rad 54, 55 i 57 són necessàries perquè un filament se substitueixi per l'altre, procés que en aquest tipus de reparació no és necessari. El mecanisme de reparació comença de manera semblant al de l'SDSA. Després que el fragment a reparar s'inserti en el cromosoma, els extrems 5' són retallats, quedant exposades regions complementàries situades al voltant dels trencaments. Per tal que la reparació es produeixi cal eliminar una petita seqüència per aconseguir que els fragments complementaris es trobin, de manera que aquest mecanisme de reparació comporta la desaparició d'un fragment de DNA comprès entre les dues seqüències complementàries, pèrdua que es pot considerar lleu tenint en compte que si no es reparés el trencament es podria perdre el cromosoma sencer.

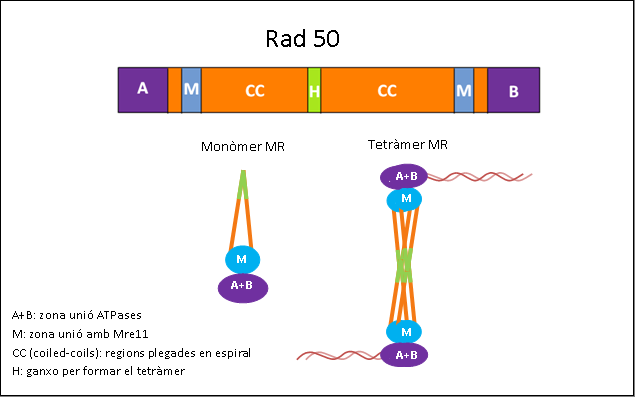
Rad 50

Un altre complex proteic on les Rad tenen un paper destacat que intervé en la reparació del DNA són els MRN/MRX, que tenen un paper important i variat que encara no està del tot estudiat. Se sap que aquests complexos són essencials durant la meiosi, per a la creació i per a la reparació dels trencaments programats amb els que es basa i s'inicia la recombinació meiòtica, però no se sap quin és el mecanisme d'acció, tot i que es pensa que el senyal per activar la reparació dels trencaments s'activa amb una cinasa, l'ATM, que fosforila diferents substrats, entre els quals hi ha les Rad50. Aquestes proteïnes, juntament amb les Mre11 i amb les Nbs1 (o Xrs2) són les que formen aquests complexos. En aquests complexos, les Rad50 presenten dos fragments en espiral que separen els dos dominis d'unió a l'ATPases. Aquestes proteïnes interaccionen amb les Mre11 per formar heterotetràmers anomenats MR tetràmers, formats per dos molècules Mre11 i dues Rad50. Aquests heterotetràmers es caracteritzen per tenir els dos dominis de les Rad per interaccionar amb les ATPases, una zona que serveix d'unió entre les Rad50 i les Mre11, que es localitza a prop del cap, les dues regions en espiral característiques de les Rad50 i per acabar, una zona que serveix com a ganxo per poder formar el tetràmer a partir d'un dímer. Els tetràmers es poden unir al DNA, i amb la seva estructura es pensa que poden jugar dos papers importants en la reparació dels trencaments: en primer lloc sembla que ajuden a subjectar els dos extrems del trencament perquè les dues cadenes es mantinguin properes, i en segon lloc sembla que les Mre11 actuaran com a nucleases en el procés de reparació.
Per acabar existeix un altre complex que també intervé en mecanismes per reparar el DNA. Es tracta del complex heteromèric amb estructura en forma toroïdal que formen la Rad9 amb la Rad1 i la Hus1. Aquest complex es col·loca en els llocs on el DNA ha patit danys, associant-se amb la cromatina i activa la via de senyalització del control dels danys. A més a més, també desenvolupa un paper important facilitant la reparació del DNA, ja que interacciona amb els enzims que intervenen en aquest procés.

#### Regulació de la replicació
Les Rad17 són unes proteïnes que s'associen a la cromatina de dues maneres diferents (tot i que aproximadament un 40% de les Rad17 estan constitutivament associades amb la cromatina, independentment de la fas del cicle cel·lular): en primer lloc com a resposta al dany del DNA causat per genotòxics i per inhibidors de la replicació, i en segon lloc també s'uneixen a la cromatina quan aquesta no està danyada durant la fase S de la divisió cel·lular, quan el DNA es replica.
Quan es detecten danys en les cadenes de DNA, es produeix en una resposta necessària per a activar el control de danys en el DNA, que consisteix a modificar les Rad17, fosforilant dues regions exposades que són susceptibles de patir aquesta modificació. Aquestes Rad17 fosforilades s'associen, preferentment, als lloc on s'està produint la replicació del DNA, i és allà on interacciona amb una de les polimerases encarregades de la replicació, la polimerasa ε, de manera que es pot afirmar que existeix una relació entre el mecanisme de control dels danys del DNA i l'aparell de replicació del DNA, on les Rad17 poden tenir un paper important controlant el progrés de la replicació gràcies a la seva interacció amb la polimerasa.
Aquesta fosforilació, a més a més, es produeix també en el segon tipus d'associació amb la cromatina, la que es produeix quan aquesta no està danyada durant la fase S de la divisió cel·lular, de manera que es pot determinar que la fosforilació és una conseqüència normal de la replicació i que no afecta a la seva associació amb la cromatina, perquè la quantitat de cromatina associada a les Rad17 varia poc durant tot el cicle cel·lular i perquè les Rad17 s'associen a la cromatina tant abans com després de ser fosforilades.
De manera que es pot afirmar que les Rad17 participen en la regulació de la replicació del DNA, bé controlant l'estabilitat de les forquilles de replicació durant aquest procés o bé regulant la duplicació del DNA gràcies a la interacció amb les polimerases ε, que formen part de la maquinària de replicació.